# Акулов, Пётр Григорьевич
Пётр Григо́рьевич Аку́лов (27 июня [10 июля] 1907 — 20 ноября 1964) — советский офицер, в годы Великой Отечественной войны — подполковник, командир 520-го стрелкового полка 167-й стрелковой дивизии 38-й армии 1-го Украинского фронта, Герой Советского Союза (10.01.1944), полковник. Член ВКП(б) с 1927 года.

## Биография
Родился 27 июня (10 июля) 1907 год в деревне Ескинская Олонецкой губернии (ныне Каргопольского района Архангельской области) в семье крестьян. По национальности русский. В 1924 году окончил неполную среднюю школу в Каргополе. Затем учился в Вологодской совпартшколе, по окончании которой в 1926 году был зачислен на службу в команду одногодичников. В 1927 году сдал экзамен на командира взвода запаса. Работал учителем обществоведения в одной из школ Каргополя. Избирался секретарём Каргопольского райкома комсомола (1927—1929), затем  заведующим агитпропотделом Каргопольского райкома ВКП(б) (1929-1930).
В РККА с 1930 года. До войны служил райвоенкомом в Котласе, Подосиновце, Белгороде. 
Участник Великой Отечественной войны с июня 1941 года в должности начальника штаба 956-го стрелкового полка 299-й стрелковой дивизии. В октябре 1941 года назначен командиром 956-го стрелкового полка. 299-я стрелковая дивизия была расформирована, и в декабре 1941 года Петра Григорьевича перевели в штаб 50-й армии, а оттуда направили на курсы командиров полков при Военной академии имени М. В. Фрунзе, которые он окончил в мае 1942 года. В том же месяце назначен командиром 520-го стрелкового полка 167-й стрелковой дивизии.
520-й стрелковый полк (167-я стрелковая дивизия, 38-я армия, 1-й Украинский фронт) под командованием подполковника Акулова П. Г. 3—5 ноября 1943 года в числе первых вошёл в город Киев, где участвовал в ожесточённых боях в центральной части города.

Указом Президиума Верховного Совета СССР «О присвоении звания Героя Советского Союза генералам, офицерскому, сержантскому и рядовому составу Красной Армии» от 10 января 1944 года за «образцовое выполнение боевых заданий командования на фронте борьбы с немецко-фашистскими захватчиками и проявленные при этом отвагу и геройство» удостоен звания Героя Советского Союза с вручением ордена Ленина и медали «Золотая Звезда» (№ 2451).

После войны служил командиром полка 38-й армии Прикарпатского военного округа (июнь 1945 — октябрь 1947), райвоенкомом в Минске, (ноябрь 1947 — октябрь 1950), облвоенкомом Молодечненской области Белорусской ССР (октябрь 1950 — сентябрь 1951). По окончании курсов при Военной академии Генштаба Вооружённых Сил СССР в 1952 году получил назначение на должность начальника Оргмоботдела штаба Дальневосточного военного округа, с мая 1956 года по май 1960 года занимал аналогичный пост в Воронежском военном округе. В мае 1960 года вышел в отставку в звании полковника. 
Проживал в городе Воронеже. Умер 20 ноября 1964 года. Похоронен на Коминтерновском кладбище города Воронежа.

## Награды
- Медаль «Золотая Звезда» Героя Советского Союза.
- Два ордена Ленина (10.01.1944; 30.04.1954).
- Два ордена Красного Знамени (8.04.1943; 30.12.1956).
- Орден Кутузова III степени (№ 6703 от 31.10.1943).
- Два ордена Отечественной войны I степени (13.11.1944; 22.06.1945).
- Орден Красной Звезды (3.11.1944).
- Медали.
- Иностранные ордена и медаль.

## Память
- В городе Каргополь Архангельской области:
  - установлена мемориальная доска;
  - одна из улиц и школа № 2 носят имя Героя.
- В Воронеже на доме № 12 ул. Ф. Энгельса, где жил Пётр Григорьевич, установлена мемориальная доска.